# دیران آلکسانیان
دیران آلکسانیان (ارمنی: Տիրան Ալեքսանեան؛ ۲ آوریل ۱۸۸۱ – ۲۷ ژوئیهٔ ۱۹۵۴) موسیقیدان، آهنگساز، و مربی موسیقی ارمنی‌تبار اهل ایالات متحده آمریکا بود.

## زندگی‌نامه
وی در ۲ آوریل ۱۸۸۱ در کنستانتینوپل به دنیا آمد و در ۲۷ ژوئیه ۱۹۵۴ در سن ۷۳ سالگی در شامونی درگذشت.